# Індивід (людина)
Індиві́д, індиві́дуум, інколи індиви́д, індиви́дуум (лат. individuum — неподільний) — окремий організм, який існує самостійно, зокрема людина, особа, одиничний представник роду людського.

## Загальний опис
Поняття «індивід» тісно пов'язане з поняттями «людський організм», «особистість», «суб'єктність», «індивідуальність» та «духовність», які використовуються для позначення сукупності якостей та здібностей окремо взятої людини, сутнісних рівнів людського розвитку в онтогенезі
Індивід постає на верхній межі періоду літичного (сталого) розвитку людського організму як наслідок кризи одного року. Замість попереднього повного симбіозу, злиття дитини і дорослого, з'являються двоє — дитина і дорослий. Таким чином, вихід з кризи одного року є початком літичного періоду індивідного розвитку — плавних, тривалих змін, народження індивідного «порядку» з організмового «хаосу», що проявляється у елементарних виявах диференціації та інтеграції психічних процесів, психофізіологічній самоорганізації на різних етапах сенситивності, функціональній самоорганізації становлення мозкової архітектоніки, витворенні індивідуально-типологічних властивостей та конституційної типології у її людських виявах. Тут відбувається остаточне розмежування для дитини предметного і соціального середовища, переживання психофізіологічних станів у формі бажань, прагнень тощо. Криза дитинства (5,5-7,5 років) завершуючи індивідний етап розвитку дитини, стає водночас початком особистісного етапу.[джерело не вказане 2448 днів]

## Особисте і колективне
Див. ще: виконавська майстерність